# Serradraco
Serradraco es un género extinto de pterosaurio pterodactiloideo que vivió durante el Cretácico Inferior en la actual Inglaterra. Nombrado por Rigal et al. en 2017, solo abarca a una especie, S. sagittirostris, la cual fue anteriormente considerada como una especie de Lonchodectes, L. sagittirostris.

## Descubrimiento y denominación

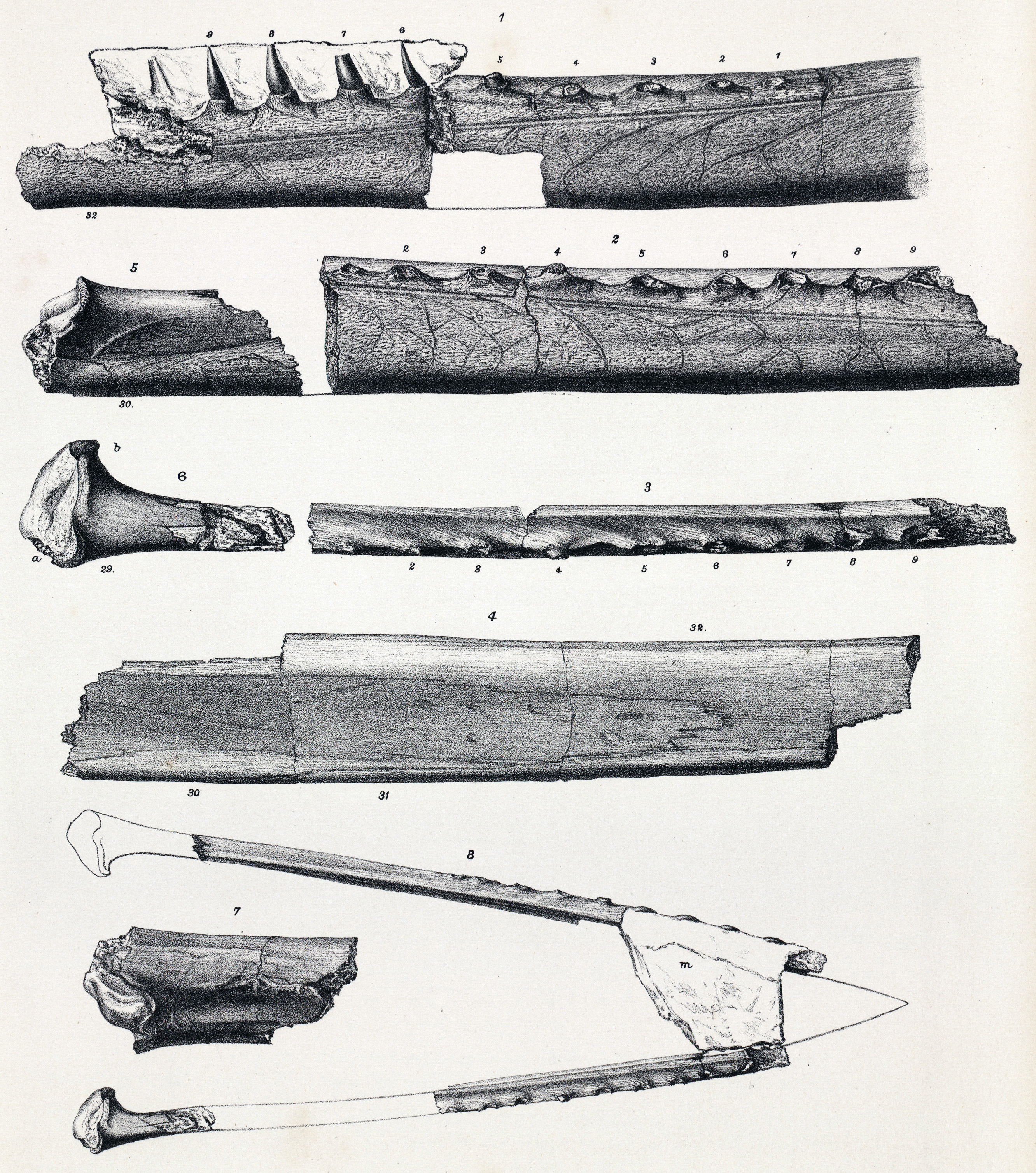
Litografía del holotipo.

En 1874, Richard Owen dio nombre a un par de mandíbulas de la colección de Samuel Husband Beckles, halladas en St. Leonards–on–Sea en Sussex, como una nueva especie de Pterodactylus: Pterodactylus sagittirostris. El nombre de la especie significa "rostro de flecha" en latín, en referencia al perfil de la mandíbula en vista superior. En 1888, Edwin Tulley Newton, en conformidad con la sistemática de los pterosaurios por publicarse de Richard Lydekker, renombró a la especie como Ornithocheirus sagittirostris. En julio de 1891, El Museo Británico de Historia Natural, el actual Museo de Historia Natural de Londres, adquirió la pieza a los herederos de Beckles. 
En 1914, Reginald Walter Hooley renombró de nuevo a la especie como Lonchodectes sagittirostris. Sin embargo en 1919 Gustav von Arthaber consideró que debía volver a  ser Ornithocheirus sagittirostris, lo cual fue confirmado por Peter Wellnhofer en 1978. En 2001, David Unwin volvió a la designación de  
Lonchodectes sagittirostris. En 2013, Taissa Rodrigues y Alexander Wilhelm Armin Kellner concluyeron que Lonchodectes compressirostris carecía de cualquier rasgo distintivo y por lo tanto era un nomen dubium. En 2017, Stanislas Rigal, David Martill ySteven Sweetman disintieron de esta idea y nombraron un nuevo género, Serradraco, dando como resultado la nueva combinación Serradraco sagittirostris. La especie tipo del género es la original, Pterodactylus sagittirostris. El nombre del género es una combinación del latín serra, "sierra" y draco, "dragón", en referencia al perfil superior en forma de sierra de la mandíbula.